# James Knox (kolarz)
James Knox (ur. 4 listopada 1995 w Kendal) – brytyjski kolarz szosowy.

## Osiągnięcia
Opracowano na podstawie:
2017
- 2. miejsce w Liège-Bastogne-Liège U23

2018
- 1. miejsce na 1. etapie Adriatica Ionica Race (jazda drużynowa na czas)

2019
- 3. miejsce w Adriatica Ionica Race

2020
- 1. miejsce na etapie 1b Settimana Internazionale di Coppi e Bartali (jazda drużynowa na czas)

## Rankingi
| Rok             | 2015  | 2016  | 2017 | 2018 | 2019 | 2020 | 2021 | 2022 | 2023 | 2024  |
| --------------- | ----- | ----- | ---- | ---- | ---- | ---- | ---- | ---- | ---- | ----- |
| UCI World Tour  |       | -     | -    | 224. |      |      |      |      |      |       |
| World Ranking   |       | 1243. | 674. | 498. | 190. | 166. | 424. | 737. | 382. | 1817. |
| UCI Europe Tour | 1100. | 854.  | 399. | 472. | 156. | 136. | 350. | 562. | -    | -     |
|                 |       |       |      |      |      |      |      |      |      |       |
| Źródło: UCI     |       |       |      |      |      |      |      |      |      |       |